# یوتو، شیزوئوکا
یوتو، شیزوئوکا (به لاتین: Yūtō) یک منطقهٔ مسکونی در ژاپن است که در ناحیه چوبو واقع شده‌است. یوتو ۱۳٬۸۲۵ نفر جمعیت دارد.